# Kelly Willie
Kelly Willie (né le 7 septembre 1982) est un athlète américain spécialiste du 400 mètres. Il est entraîné par John Smith
Étudiant à l'Université d'État de Louisiane, il remporte trois titres NCAA du relais 4 × 400 m et se classe par ailleurs deuxième du 400 m en 2004. Il remporte la médaille d'or du relais 4 × 400 m des Jeux olympiques d'Athènes, au titre de sa participation aux séries (1er en 2 min 59 s 30). 
En début de saison 2008, Kelly Willie s'adjuge le titre du relais 4 × 400 mètres des Championnats du monde en salle de Valence, en Espagne, aux côtés de James Davis, Jamaal Torrance et Greg Nixon. L'équipe américaine, qui établit la meilleure performance mondiale de l'année en 3 min 06 s 79, devance finalement la Jamaïque et la République dominicaine.

## Palmarès
| Date | Compétition                    | Lieu    | Résultat | Discipline |
| ---- | ------------------------------ | ------- | -------- | ---------- |
| 2004 | Jeux olympiques                | Athènes | 1er      | 4 × 400 m  |
| 2008 | Championnats du monde en salle | Valence | 1er      | 4 × 400 m  |